# Cantonul Beaulieu-sur-Dordogne
Cantonul Beaulieu-sur-Dordogne este un canton din arondismentul Brive-la-Gaillarde, departamentul Corrèze, regiunea Limousin, Franța.

## Comune
- Astaillac
- Beaulieu-sur-Dordogne (reședință)
- Billac
- Brivezac
- La Chapelle-aux-Saints
- Chenailler-Mascheix
- Liourdres
- Nonards
- Puy-d'Arnac
- Queyssac-les-Vignes
- Sioniac
- Tudeils
- Végennes